# فاتح سون‌کایا
فاتح سون‌کایا (انگلیسی: Fatih Sonkaya؛ زادهٔ ۱ ژوئیهٔ ۱۹۸۱) بازیکن فوتبال اهل ترکیه است.
از باشگاه‌هایی که در آن بازی کرده‌است می‌توان به باشگاه فوتبال خزر لنکران، باشگاه فوتبال آکادمیکا، باشگاه ورزشی کایسری ارجیسپور، باشگاه فوتبال پورتو، باشگاه فوتبال بشیکتاش، باشگاه فوتبال فنلو، و باشگاه فوتبال رودا جی‌سی کرکراد اشاره کرد.
وی همچنین در تیم ملی فوتبال ترکیه بازی کرده‌است.